# Dagens Nyheter
«Да́генс нюхе́тер» (швед. Dagens Nyheter — «Новости дня») — крупнейшая шведская ежедневная утренняя газета, выходит в столице страны — Стокгольме. Основана 23 декабря 1864 года.

## Общие данные
Газету «Дагенс нюхетер» издает стокгольмская компания AB Dagens Nyheter. Издание расходится по всей стране, но ориентировано прежде всего на Стокгольм. С 1973 года руководство газеты позиционировало её как независимую, а в 1998 перешло к определению «независимая либеральная». В 1909 году DN вошла в состав концерна Bonnier AB. Газета ставила целью быть столичным изданием, которое руководствуется традициями просвещения, быть «самым важным органом социал-демократии в Швеции". По задумке, «Дагенс нюхетер» должна лучше, чем любое другое периодическое издание, отражать разнообразие в обществе и вообще в жизни, давать ориентацию (news), способствовать просвещению, ценностям во взглядах (views), а также служить ценным орудием (use).
«ДН Дебатт» (Debatt), дискуссионная страница журнала, имеет влияние на формирование общественного мнения и на политические дебаты в Швеции. На этой странице часто представляют расклад политических сил, подают свежие политические новости, и этот материал используют как дайджест другие масс-медиа. Нильс Эман занимает должность редактора «ДН Дебатт» со 2 мая 2012. Его предшественниками были Бу Д. Андерссон (2009—2012) и Матс Бергстранд, который был на этой должности в 1992—2009 годах.

## История
Учредителем газеты и её первым главным редактором был Рудольф Валль, который ранее работал в изданиях Aftonbladet и Göteborgs Handels — och Sjöfarts Tidning. Первый номер вышел 23 декабря 1864 года, и Валль написал на титульной странице:
Газета будет стараться публиковать интересные статьи и будет уделять особое внимание рубрике, которая обычно называется «О разном». Редакция стремится сделать издание легко читаемым как по форме, так и по содержанию, поэтому не ставит себе целью полностью воздерживаться от того, чтобы время от времени не скрасить текст шуткой. 
Но в то же время редакция намерена под покровом шутки значительно серьезнее трактовать насущные вопросы современности, много больше значащие для страны, чем обычно в так называемых коротких статьях. Во всех этих вопросах наш лозунг и цель — свобода.
С самого начала редакция разместилась на стокгольмской улице Рейерингсгатан, в доме Гейера, а 1901 году перебралась в квартал Клараквартерен. В 1888 году Альберт Бонниер купил первые акции газеты, в 1909 его сын Карл Отто Бонниер стал председателем правления газеты, а в 1924 году он приобрел большую часть её акций. В 1944 году основана дочерняя газета Expressen («Экспресс»). 1964 года редакция разместилась в новом 23-этажном доме в Мариеберге, в так называемом ДН-небоскребе. С 1996 года редакция и остальной персонал работают в доме, прилегающим к небоскребу, — в бывшей типографии «Дагенс нюхетер» и «Экспрессен». Вход с улицы Йёрвелльсгатан, напротив посольства России.
В 1883 году тираж журнала достиг 20 000 экземпляров, в 1917 году — 100 000 экземпляров. В 1944 было 200 000 экземпляров, а в 1954—300 000 экземпляров.
В 1925 газета стала выходить в цвете. В 1978 году в её печати стали применять фотонабор. В 1996 открыт сайт — dn.se. С 5 октября 2004 газета выходит в формате таблоида.
В 1987 году сформирован концерн Mariebergskoncernen. В его состав вошли «Дагенс нюхетер» и «Экспрессен», став братскими учреждениями.
С середины 1990-х годов «Дагенс нюхетер» приходилось выдерживать жесткую конкуренцию на многих фронтах: бесплатные издания, Интернет и успешная газета «Свенска Дагбладет» (швед. Svenska Dagbladet). Издание пришло в упадок, снизились его экономические показатели. В 2009 выручка газеты составляла 1,635 миллиарда шведских крон, операционная прибыль — 332,765 миллиона шведских крон, прибыль после уплаты налога — 254,049 миллиона шведских крон, а актив — 1,325 миллиарда шведских крон. Это худшие показатели, чем за предыдущие годы.
10 марта 2022 года газета вышла с первой полосой на русском и шведском языках под заголовком «Дорогие русские друзья и соседи». В заметке редакция газеты отметила в частности, что «мы не боимся русских, вы нам не враги».

## Другая деятельность газеты

### «Турнир ДН»
С 1967 года на стокгольмском Олимпийском стадионе происходят ежегодные легкоатлетические соревнования «DN-galan» («Турнир ДН»). Назвали их в честь газеты «Дагенс нюхетер», которая была в числе основателей этого турнира и стала спонсором. «Турнир ДН» входит в число 14 этапов Бриллиантовой лиги ИААФ.

### «Ориентация в современности»
От 1939 года по инициативе Ивана Блумберга, члена «Общества трезвости шведской молодежи», проходит ежегодный конкурс «Ориентация в современности», в котором могут принять участие все шведские старшеклассники.
Участники соревнуются за звание лучшего знатока материалов, которые за последний год опубликовала «Дагенс нюхетер». Надо ответить на пять главных вопросов и тридцать дополнительных. Определяют победителя от каждого лена страны, а затем эти ученики едут в столицу на финальный этап конкурса. Это происходит во время вручения Нобелевских премий, и часто конкурсанты посещают эту церемонию. Часто бывает, что лавровый венок лучшему знатоку материалов «Дагенс нюхетер» вручает королева Сильвия. В различных мероприятиях «Ориентации в современности» предстоит также встреча с министром образования.

### «Золотой дракон»
«Золотой дракон» — это премия, которую с 2001 газета «Дагенс нюхетер» ежегодно назначает лучшим стокгольмским ресторанам, кафе и барам. Победителей определяет комиссия — подразделение редакции «В городе» (швед. På Stan) — приложение к газете «Дагенс нюхетер». В частности, победителем в категории «Люкс» дважды (в 2001 и 2010) становился ресторан Операчелларен (швед. Operakällaren, «Оперный кабачок»), описанный во многих книгах шведских писателей.